# 氹仔光遠炮竹廠爆炸大火 (1936年)
1936年氹仔光遠炮竹廠爆炸大火為澳門歷史上的一次重大爆炸及火災慘劇，導致47人罹難、約150人受傷，在澳門最多人死亡的炮竹業事故及一般火災/爆炸中分別排第3及5位，爆炸波及附近的謙源炮竹廠及三家村，巨響震動整個氹仔島以至對岸澳門半島的南灣到媽閣一帶。事故引起社會強烈迴響，紛紛要求禁制取締澳門所有炮竹廠，惟澳葡政府基於一旦取締，將導致9,000餘名工人即時失業而拒絕，只答應嚴按規章加以管制，並要求有高安全隱患的密集廠房改良建築密度，此後澳門再沒有發生導致超過十人死亡的的炮竹業事故。

## 肇事廠房
1930年3月29日，澳葡政府公開招標氹仔一幅近山土地作興建生產炮竹廠之用，只有澳門商人羅翼常申請承批，同年5月3日政府核准批給。1931年1月28日，羅翼常獲政府發牌經營生產炮竹，並成立光遠炮竹廠，為股東生意，同年廠房落成投入運作，銷路以南洋一帶為主。廠房位於氹仔西墳馬路（今美副將馬路）東南面山腳，即現今泉悅花園東面、創福豪庭及澳門盛世酒店的位置，全廠佔地4,837平方米，廠內設有17間建築物，主要為單層建築，皆為依山坡而建，拾級而上，5間為單獨，餘下的12間為每2間並排一起。廠內設有黑藥房、白藥房、舂藥房、入藥房、入引房、打引房、漿引房、包炮房、炮殻房、貨倉、泥房、男工宿舍、廚房及寫字樓各1間，另有3間鑿炮房，唯一位於地面的是打引房（即今泉悅花園東面），山坡廠房範圍最高點為舂藥房，工序最危險的入藥房（起炮房）則處於廠房中央位置。

## 事發經過
1936年3月12日下午2時30分，光遠炮竹廠有200餘名工人正在工作，以婦孺為主，其廠房中央位置的入藥房，突因失慎引致連續四響猛烈爆炸，繼而焚燒，於入藥部上班的十餘名資深工人首當其衝，登時炸至血肉模糊。入藥房爆炸連帶舂藥房、入引房、貨倉及寫字樓均完全倒塌，同樣受波及的泥房、黑藥房、廚房、漿引房及宿舍被炸毀一部份而未有塌下。由於倒塌的貨倉及寫字樓鄰近廠房唯一出入口，逃生通道被堵塞，除已死及重傷者不能走動外，餘下均無法逃出，部份更互相踐踏受傷，釀成重大傷亡。且該廠設於山腳，石級崎嶇，走動不易，一般婦女及小童等嚎哭並嚇至不能走動。死者則焦頭爛額，有的頭顱炸去、有的手腳炸斷、有的眼球裂出、有的腸臟溢出。爆炸巨響震動氹仔所有建築，全島居民均緊閉門窗，不敢外出，街上行人則面露驚恐，遠至對岸澳門半島南灣到媽閣一帶亦聞巨響。爆炸同時導致該廠北鄰的謙源炮竹廠玻璃窗幾近盡碎，大量鐵枝被扯彎，數幅圍牆塌下，射入謙源廠的炮竹紙與炮竹在清掃時達4箱之多。位於謙源炮竹廠西北面的三家村亦受波及，全村被火藥煙籠罩，村口兩間茅屋被焚，大量豬、牛及雞被焚斃，部份屋宇震塌傷人，有村民被爆炸氣流沖跌，亦有賊人趁火打劫。

## 救援情況
事發後，氹仔消防分局各隊員及政府全體官員均出動，包括海島市（今氹仔及路環）市長庇利度親自到場指揮救援工作。澳門半島消防局接報後，消防一區派隊員8名、二區派7名，由局長哥士打及副局長阿慕連率領，乘船前往施救。因受傷人數眾多，山頂醫院醫生米士結打、護士及救護員十餘人亦渡海前赴救援。副船政廳長及消防一區區長在媽閣皇家碼頭指揮一切，碼頭一帶則結集大量市民圍觀，消防局及山頂醫院之救護車一共3輛在皇家碼頭守候。救護人員及街坊等，由光遠炮竹廠用大木頭車，前面用繩拉，後面亦有人推着，將傷者送到氹仔排角碼頭，乘政府電船往澳門半島救治。每逢載有傷者的政府電船抵步，即分流將傷者轉往山頂醫院及白馬行醫院搶救，鏡湖醫院則只接收其後在山頂醫院傷重不治者作殮房認屍之用。當各救傷車奔馳於新馬路及各街道時，馬路兩旁亦擠滿圍觀者，適時天色黯淡，細雨連綿，倍添蒼涼氣氛。消防員抵達災場後，即分別開喉灌救，火勢直至下午5時許被完全撲滅。肇事的入藥房及位於最高點的舂藥房損毀最嚴重，兩處瓦礫被完全焚燬，剩下燒至墨黑色的地面，廠內積滿救火水漬，警察封鎖現場，不准閒雜人等入內觀看，肇事廠房附近一帶在災後則滿佈炮竹紙殼及瓦礫等雜物。署理澳督巴波沙發表聲明，對不幸罹難者表示哀悼。

## 死傷人數
火苗撲熄後，消防員進行挖掘，當場挖出殘缺不一、難以辨認的屍首23具，救出並送院重傷者68名（當中51人列為危殆，其中43人極度危殆），另有2人自行到醫院治理，其餘約110人受輕傷而無需或未有入院，死傷者共約200名。掘出之屍體被移往三家村診所等候殮葬，及後當局以挖掘工作非常困難為由，仍恐有人生葬在內，為迅速挖掘起見，即電工務局派工人26名，由葡籍工程師邊度率領前往協助，消防員則工作至當晚9時許收隊。至3月13日早上，13人在醫院傷重不治，13日下午至15日上午再死9人，15日下午2名傷者亦告返魂乏術，死亡人數增至47名。其餘傷者留醫一段時間後陸續出院，至4月底，醫院剩下十餘名已殘廢的重傷工人，即使可出院亦不能再找工作，澳門中華總商會為此發起籌款，並向澳葡政府請求撥款協助救濟，將死難者之孤兒，代出資送天主教會所辦之兒童工藝所教養，使之有一技之長，其家屬亦着力撫卹，至於受傷殘廢者，則設法將之送入殘廢院等慈善組織安渡餘生。
以下為當場挖出之23具屍體資料，另有24人在事發後3日內於山頂醫院或白馬行醫院先後傷重不治。

| 姓名   | 年齡（歲）   | 性別 | 當場死亡者傷勢及備註 | 籍貫         |
| ------ | ------------ | ---- | --- | ------------ |
| 羅國揚 | 40           | 男   | 為起炮工人，當時走避不及，頭部全爛，鮮血披面，手腳灰黑                                                                                         | 葡屬澳門     |
| 李北全 | 67           | 男   | 全身流血，多處灼傷 | 葡屬澳門     |
| 黃添樹 | 53           | 男   | 為起炮工人，口流鮮血 | 葡屬澳門     |
| 李金棠 | 55           | 男   | 為起炮工人，全身骨折 | 葡屬澳門     |
| 李次保 | 37           | 男   | 為起炮工人，傷頭部，入殮時妻子在旁泣別 | 葡屬澳門     |
| 李二   | 55           | 男   | 為起炮工人，死狀極慘，一腿失去，一手斷去，腸臟溢出，其腎臟亦不知去向。李二於罹難前數月因涉及私煙案而被判囚數月，剛出獄即獲光遠炮竹廠聘用       | 葡屬澳門     |
| 不詳   | 30餘         | 女   | 身體受傷，面部血肉模糊，難以辨認身份 | 不詳         |
| 易培   | 13           | 女   | 傷勢不詳 | 中華民國鶴山 |
| 不詳   | 不詳         | 女   | 頭部受傷並被灼黑，難以辨認身份 | 不詳         |
| 鍾麗芳 | 23           | 女   | 眼球裂開，牙齒露出，口部張開 | 葡屬澳門     |
| 不詳   | 50餘         | 女   | 面目模糊，頭黑似炭，難以辨認身份 | 不詳         |
| 黃槐   | 32           | 男   | 事發時隨即奔出，惟被塌下之石牆擊中頭部，失血過多斃命，入殮時女兒及妹妹在旁泣別                                                                 | 葡屬澳門     |
| 不詳   | 40餘         | 女   | 傷勢不詳 | 不詳         |
| 不詳   | 不詳         | 女   | 死狀最慘，頭顱炸去，屍身焦黑，難以辨認身份 | 不詳         |
| 不詳   | 12或13（約） | 男   | 頭面俱黑 | 不詳         |
| 彭茂玲 | 60           | 男   | 為起炮工人，傷勢不詳，入殮時親屬在旁泣別 | 葡屬澳門     |
| 不詳   | 30餘         | 女   | 面目燒至炭黑，且有鮮血流出 | 不詳         |
| X福    | 40（約）     | 女   | 傷勢不詳，認屍時女兒在旁泣別 | 中華民國東莞 |
| 李杰生 | 65           | 男   | 為掌櫃，事發前與光遠正管工譚南在寫字樓工作，忽聞爆炸巨響，譚即呼喚李一同逃生，惟李因猶豫應取哪一物品離開，而被濃煙封門焗死，入殮時妻女在旁泣別 | 葡屬澳門     |
| 不詳   | 27或28（約） | 女   | 頭部焦黑似炭，難以辨認身份 | 不詳         |
| 不詳   | 20餘         | 女   | 傷勢不詳 | 不詳         |
| 黃妹   | 17           | 女   | 面部燻黑，被濃煙焗死 | 葡屬澳門     |
| 梁X    | 14或15（約） | 男   | 頭部燒傷，手腳亦受傷 | 葡屬澳門     |

## 善後工作
氹仔各商店在事發後關門，翌日才恢復營業。事故導致光遠炮竹廠損失貨物約5萬餘澳門元、屋宇及其他建設約4萬餘元。公司方面，除購足所有死者之棺木壽衣外（約數千元），亦負擔傷者之醫療費及無家可歸者的膳食需要，保險則未有購買。公司表示，此次遇難之不足16歲的男女童，並非公司僱員，因澳門法例規定，16歲以下人士不能入廠工作，故是次未足齡之罹難者或為廠內工作人員的子女，又或是途經廠房門外而不幸遇難。3月15日下午1時許，光遠炮竹公司負責人準備好首先掘出的23具屍體之壽衣棺木，由澳門半島用小艇運往氹仔三家村診所，協助殮葬的仵工有52人。家屬認屍後，光遠派出管理層、工人等5至6人監看仵工將屍體入殮，並細認各屍以便封棺下葬。約下午3時，入棺工作完成，仵工到氹仔墳場掘塚，海島市派出警察、水警及炮兵各1隊到診所列隊送殯，海島市長庇利度因此次災情慘重而非常關注，特親自偕同下屬到診所，監督仵工抬出棺木至墳場下葬。靈柩運送時，親屬哭聲淒厲，並不停呼喚遇難者，約4時抵達墳場下葬。

## 建議取締

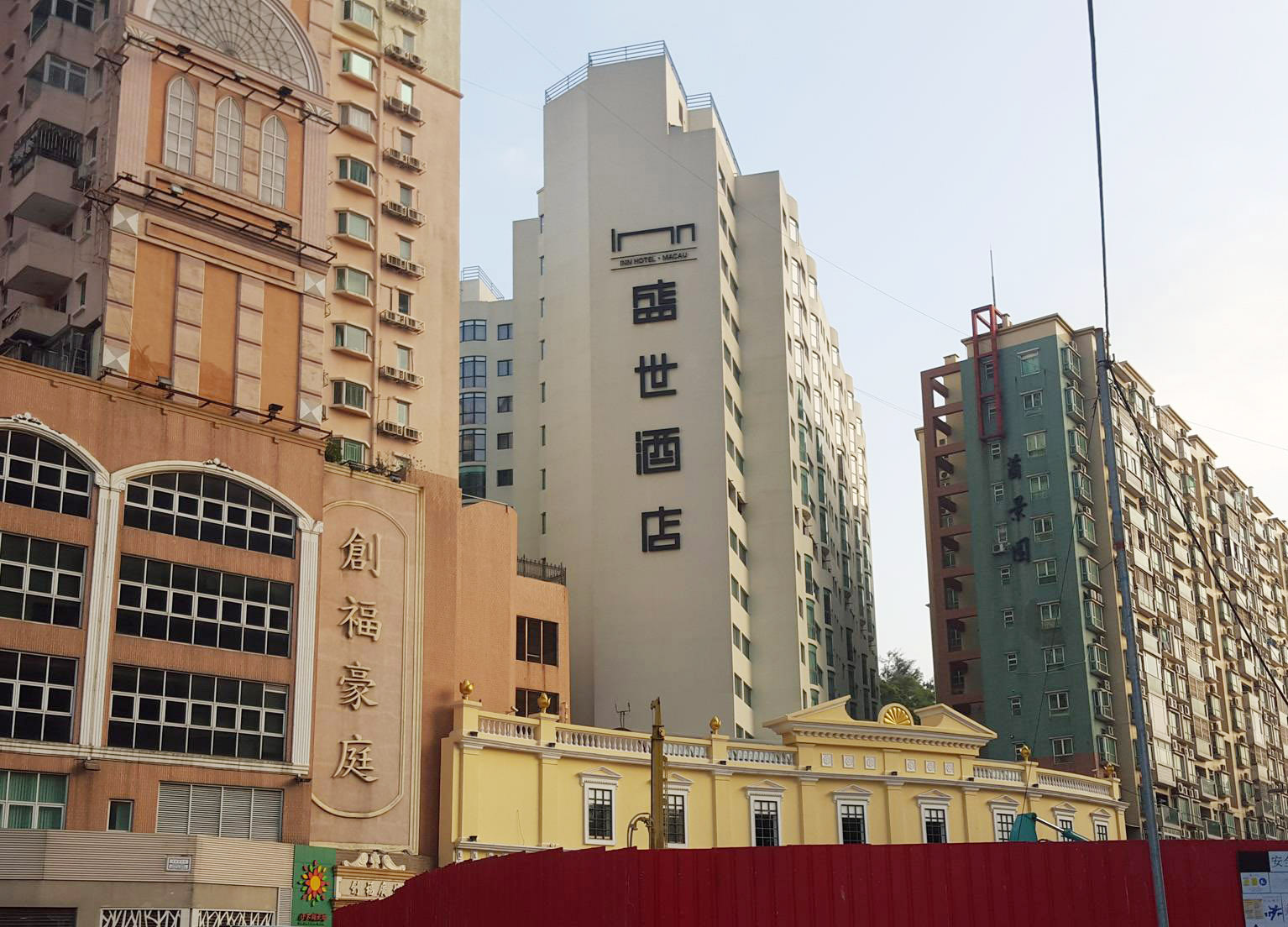
肇事位置今主要為創福豪庭及澳門盛世酒店

慘劇發生後，社會人士議論紛紛，除設法募捐去撫卹死難家屬外，亦主張禁止全澳所有炮竹廠繼續經營，免再生意外。有市民去函澳門中華總商會，再轉函澳督美蘭德，要求禁絕製造炮竹行業裡最危險的白藥炮（即電光炮），以重視工人性命。澳門商人亦請政府禁製電光炮，因此種危險品，廣東省及香港均已禁止製造。澳門中華總商會主席范潔朋與治安警察廳廳長馬耶詳談，馬耶表示關於炮竹廠之製造炮竹，澳葡政府早有嚴密規條管制，防患未然，只是勞方或資方疏忽，致令慘劇時有發生，實屬管理不善之過。警廳指導設立之數家炮竹廠，其工作地點之分配、房屋建築之得宜，堪稱完美，假設一旦失慎，亦只一部份損失，不至於波及全廠，今次光遠炮竹廠之所以全部爆炸或倒塌，皆因舊式建築欠妥善，雖經警察廳多次規令管制，仍因廠方財力有限而未能遵守，既慘劇已發生，為徹底改革以保安全計，當嚴令各廠緊守章則辦理。失事原因方面，警廳長認為根據每次失事原因，皆在黑藥方面，因此並非外界所料因白藥烈性所致，倘因此禁制電光炮並不可取，況且意大利最近有某大汽車廠因電油失火被焚，損失財產及傷斃人命無數，當地政府亦無禁止製造汽車，由此可見澳門禁製電光炮並非易事，加上一旦禁絕澳門炮竹廠，會導致9,000餘名工人即時失業，而即使只禁絕電光炮，亦會有3,000至4,000人失掉工作，故此政府有意嚴加管制，及令其改良建築，而非全面取締關廠。中華總商會主席則建議按照1931年二龍喉火藥庫爆炸事故，另行設會募捐，撫卹傷者家屬。4月6日，澳門中華總商會「撫卹遇難工人會」首次召開會議，警廳長馬耶亦列席，商會主席范潔朋建議炮竹廠各座建築應有相當距離，以減少失事時的人命損傷；如地方不敷應用，寧可減少工人，亦不應多人聚於一處工作；澳門之宗主國葡萄牙已有勞工保障條例，建議澳門援照執行，如不能則應採取臨時辦法，使各危險品製造廠每僱用一名工人，則預留若干保險金並繳存政府，或用廠方傢俱抵押作撫卹金之用。最後議決兩項，調查受傷工人及死者家屬狀況；進行籌募捐款，捐冊由警廳蓋印，分發各委員及代表，設立最低捐款成績10,000澳門元。由於是次爆炸大火給光遠炮竹廠帶來嚴重打擊，導致創辦人羅翼常於1938年年中出讓所有股權，由劉一亭成為新股東，其後再招股合資。1940年7月1日，劉一亭將該廠易名為「光遠恒記炮竹廠（葡萄牙語：Kuong Un Hang Kei Fábrica de Panchões）」，並於8月擴建廠房，增設一個貨倉、兩間工場、多間廁所、浴室及水庫等，及將製造炮竹工序最危險的起炮房改設在廠房範圍內的山坡最高位置、遠離廠內其他建築物。惟其後光遠於1954年仍因失慎導致另一宗重大爆炸工業意外，造成10死20餘傷。隨着氹仔炮竹業的衰落，光遠恒記炮竹廠最終在1980年代初結業。

## 資料來源
1. ↑  . 天光報. 1936年3月14日: 第三版.（繁體中文）
2. 1 2 3  . 華字日報. 1936年3月13日: 第壹張第叁頁.（繁體中文）
3. 1 2 3  . 工商日報. 1936年3月14日: 第一張第一版.（繁體中文）
4. 1 2 3  . 華僑日報. 1936年3月13日: 第貳張第叁頁.（繁體中文）
5. ↑  . 香港中興報. 1936年3月15日: 第3張第2頁.（繁體中文）
6. 1 2 3  . 南華早報第10頁. 1936年3月13日.（英文）
7. 1 2 3 4 5 6 7 8 9 10 11 12 13 14  . 天光報. 1936年3月15日: 第三版.（繁體中文）
8. 1 2 3 4 5 6 7 8 9 10 11 12  . 華字日報. 1936年3月16日: 第弍張第叁頁.（繁體中文）
9. 1 2 3  . 天光報. 1936年3月16日: 第三版.（繁體中文）
10. 1 2 3 4 5 6 7 8 9 10 11  . 工商日報. 1936年3月16日: 第三張第二版.（繁體中文）
11. 1 2 3 4 5 6  . 華僑日報. 1936年3月14日: 第貳張第壹頁.（繁體中文）
12. 1 2  . 工商日報. 1936年3月16日: 第三張第二版.（繁體中文）
13. 1 2 3 4 5 6 7 8 9  . 華字日報. 1936年4月23日: 第弍張第肆頁.（繁體中文）
14. 1 2  . 澳門憲報 (澳門: 官印局). 1930年3月29日, (1930年第13期): 第240頁.（繁體中文）
15. 1 2  . 澳門憲報 (澳門: 官印局). 1930年5月3日, (1930年第18期): 第339至340頁.（葡萄牙文）
16. ↑  . 澳門憲報 (澳門: 官印局). 1931年2月7日, (1931年第6期): 第92至93頁.（葡萄牙文）
17. ↑  . 澳門憲報 (澳門: 官印局). 1940年8月10日, (1940年第5期): 第454頁.（葡萄牙文）
18. 1 2  黎鴻健. . 澳門特別行政區政府文化局. 2013年11月: 頁121. ISBN 9789993701880.（繁體中文）
19. 1 2 3  黎鴻健. . 澳門特別行政區政府文化局. 2013年11月: 頁223. ISBN 9789993701880.（繁體中文）
20. 1 2 3 4 5 6 7 8 9 10  . 工商日報. 1936年3月16日: 第三張第二版.（繁體中文）
21. 1 2  . 工商日報. 1936年3月14日: 第一張第一版.（繁體中文）
22. 1 2  . 工商日報. 1936年3月14日: 第一張第一版.（繁體中文）
23. 1 2  . 天光報. 1936年3月15日: 第三版.（繁體中文）
24. ↑  . 工商日報. 1936年3月16日: 第三張第二版.（繁體中文）
25. 1 2 3 4 5  . 華字日報. 1936年3月14日: 第弍張第叁頁.（繁體中文）
26. 1 2 3 4 5  . 天光報. 1936年3月15日: 第三版.（繁體中文）
27. 1 2 3 4 5 6 7 8  . 工商日報. 1936年3月14日: 第一張第一版.（繁體中文）
28. 1 2 3 4 5 6 7 8 9 10  . 華字日報. 1936年3月14日: 第弍張第叁頁.（繁體中文）
29. 1 2  黎鴻健. . 澳門特別行政區政府文化局. 2013年11月: 頁125. ISBN 9789993701880.（繁體中文）
30. 1 2  . 華字日報. 1936年3月16日: 第弍張第叁頁.（繁體中文）
31. 1 2 3 4 5 6 7 8 9 10 11 12 13 14 15 16 17 18 19 20 21 22 23 24 25 26 27  . 工商日報. 1936年3月16日: 第三張第二版.（繁體中文）
32. 1 2 3 4 5 6 7 8 9 10 11 12 13 14 15 16 17 18 19 20 21 22 23 24 25 26 27  . 工商日報. 1936年3月16日: 第三張第二版.（繁體中文）
33. 1 2 3 4 5 6 7 8 9 10 11  . 華字日報. 1936年3月16日: 第弍張第叁頁.（繁體中文）
34. 1 2 3 4 5 6 7 8 9  . 工商日報. 1936年3月16日: 第三張第二版.（繁體中文）
35. 1 2 3 4 5 6 7 8 9 10 11 12 13 14 15 16  . 工商日報. 1936年3月16日: 第三張第二版.（繁體中文）
36. 1 2  . 工商日報. 1936年3月16日: 第三張第二版.（繁體中文）
37. 1 2 3 4  . 工商日報. 1936年3月16日: 第三張第二版.（繁體中文）
38. 1 2 3 4 5  . 華字日報. 1936年3月16日: 第弍張第叁頁.（繁體中文）
39. 1 2 3 4  . 華字日報. 1936年3月16日: 第弍張第叁頁.（繁體中文）
40. 1 2 3 4 5 6 7 8 9 10  . 華字日報. 1936年4月7日: 第弍張第叁頁.（繁體中文）
41. 1 2 3 4 5  黎鴻健. . 澳門特別行政區政府文化局. 2013年11月: 頁126. ISBN 9789993701880.（繁體中文）
42. ↑  黎鴻健. . 澳門特別行政區政府文化局. 2013年11月: 頁134. ISBN 9789993701880.（繁體中文）
43. ↑  . 大公報. 1954年9月27日: 第四版.（繁體中文）
44. 1 2  黎鴻健. . 澳門特別行政區政府文化局. 2013年11月: 頁221. ISBN 9789993701880.（繁體中文）